# Eleições legislativas portuguesas de 1987 no distrito de Faro
| Eleições legislativas portuguesas de 1987 Distritos: Aveiro \| Beja \| Braga \| Bragança \| Castelo Branco \| Coimbra \| Évora \| Faro \| Guarda \| Leiria \| Lisboa \| Portalegre \| Porto \| Santarém \| Setúbal \| Viana do Castelo \| Vila Real \| Viseu \| Açores \| Madeira \| Estrangeiro |

## Resultados por Concelho
Os resultados nos concelhos do Distrito de Faro foram os seguintes:

### Albufeira
| Partido                 | Partido                         | Votos  | %               | +/-   |
| ----------------------- | ------------------------------- | ------ | --------------- | ----- |
|                         | Partido Social Democrata        | 5 131  | 53,54 / 100,00  | 17,05 |
|                         | Partido Socialista              | 2 282  | 23,81 / 100,00  | 1,29  |
|                         | Coligação Democrática Unitária  | 633    | 6,61 / 100,00   | 2,32  |
|                         | Partido Renovador Democrático   | 471    | 4,91 / 100,00   | 14,38 |
|                         | Centro Democrático e Social     | 367    | 3,83 / 100,00   | 2,00  |
|                         | Movimento Democrático Português | 97     | 1,01 / 100,00   | -     |
|                         | Outros                          | 342    | 3,56 / 100,00   |       |
| Votos Inválidos         | Votos Inválidos                 | 260    | 2,71 / 100,00   | 0,69  |
| Total                   | Total                           | 9 583  | 100,00 / 100,00 |       |
| Eleitorado/Participação | Eleitorado/Participação         | 14 446 | 66,34 / 100,00  | 2,67  |

### Alcoutim
| Partido                 | Partido                          | Votos | %               | +/-   |
| ----------------------- | -------------------------------- | ----- | --------------- | ----- |
|                         | Partido Social Democrata         | 1 057 | 36,61 / 100,00  | 15,79 |
|                         | Partido Socialista               | 1 020 | 35,33 / 100,00  | 3,16  |
|                         | Coligação Democrática Unitária   | 312   | 10,81 / 100,00  | 4,17  |
|                         | Partido Renovador Democrático    | 73    | 2,53 / 100,00   | 9,23  |
|                         | Partido Comunista (Reconstruído) | 61    | 2,11 / 100,00   | 1,41  |
|                         | Centro Democrático e Social      | 52    | 1,80 / 100,00   | 3,38  |
|                         | Movimento Democrático Português  | 42    | 1,45 / 100,00   | -     |
|                         | Partido da Democracia Cristã     | 33    | 1,14 / 100,00   | 0,74  |
|                         | Outros                           | 91    | 3,15 / 100,00   |       |
| Votos Inválidos         | Votos Inválidos                  | 146   | 5,06 / 100,00   | 0,31  |
| Total                   | Total                            | 2 887 | 100,00 / 100,00 |       |
| Eleitorado/Participação | Eleitorado/Participação          | 4 425 | 65,24 / 100,00  | 1,70  |

### Aljezur
| Partido                 | Partido                           | Votos | %               | +/-   |
| ----------------------- | --------------------------------- | ----- | --------------- | ----- |
|                         | Partido Socialista                | 1 035 | 31,56 / 100,00  | 3,77  |
|                         | Partido Social Democrata          | 1 016 | 30,99 / 100,00  | 16,23 |
|                         | Coligação Democrática Unitária    | 562   | 17,14 / 100,00  | 3,72  |
|                         | Partido Renovador Democrático     | 235   | 7,17 / 100,00   | 17,92 |
|                         | Centro Democrático e Social       | 66    | 2,01 / 100,00   | 0,90  |
|                         | Partido Socialista Revolucionário | 51    | 1,56 / 100,00   | 0,35  |
|                         | Partido Comunista (Reconstruído)  | 37    | 1,13 / 100,00   | 0,53  |
|                         | Outros                            | 141   | 4,29 / 100,00   |       |
| Votos Inválidos         | Votos Inválidos                   | 136   | 4,15 / 100,00   | 0,55  |
| Total                   | Total                             | 3 279 | 100,00 / 100,00 |       |
| Eleitorado/Participação | Eleitorado/Participação           | 4 769 | 68,76 / 100,00  | 3,85  |

### Castro Marim
| Partido                 | Partido                        | Votos | %               | +/-   |
| ----------------------- | ------------------------------ | ----- | --------------- | ----- |
|                         | Partido Social Democrata       | 1 542 | 41,12 / 100,00  | 16,77 |
|                         | Partido Socialista             | 1 306 | 34,83 / 100,00  | 0,80  |
|                         | Coligação Democrática Unitária | 269   | 7,17 / 100,00   | 4,59  |
|                         | Partido Renovador Democrático  | 235   | 6,27 / 100,00   | 7,98  |
|                         | Centro Democrático e Social    | 66    | 1,76 / 100,00   | 1,95  |
|                         | União Democrática Popular      | 39    | 1,04 / 100,00   | 1,35  |
|                         | Outros                         | 160   | 4,26 / 100,00   |       |
| Votos Inválidos         | Votos Inválidos                | 133   | 3,55 / 100,00   | 0,69  |
| Total                   | Total                          | 3 750 | 100,00 / 100,00 |       |
| Eleitorado/Participação | Eleitorado/Participação        | 5 626 | 66,65 / 100,00  | 3,66  |

### Faro
| Partido                 | Partido                         | Votos  | %               | +/-   |
| ----------------------- | ------------------------------- | ------ | --------------- | ----- |
|                         | Partido Social Democrata        | 13 006 | 47,97 / 100,00  | 19,38 |
|                         | Partido Socialista              | 6 137  | 22,63 / 100,00  | 3,77  |
|                         | Coligação Democrática Unitária  | 3 380  | 12,47 / 100,00  | 4,24  |
|                         | Partido Renovador Democrático   | 1 924  | 7,10 / 100,00   | 13,51 |
|                         | Centro Democrático e Social     | 882    | 3,25 / 100,00   | 6,11  |
|                         | Movimento Democrático Português | 337    | 1,24 / 100,00   | -     |
|                         | Outros                          | 818    | 3,02 / 100,00   |       |
| Votos Inválidos         | Votos Inválidos                 | 631    | 2,33 / 100,00   | 0,59  |
| Total                   | Total                           | 27 115 | 100,00 / 100,00 |       |
| Eleitorado/Participação | Eleitorado/Participação         | 38 482 | 70,46 / 100,00  | 2,84  |

### Lagoa
| Partido                 | Partido                           | Votos  | %               | +/-   |
| ----------------------- | --------------------------------- | ------ | --------------- | ----- |
|                         | Partido Social Democrata          | 4 304  | 47,94 / 100,00  | 22,54 |
|                         | Partido Socialista                | 1 912  | 21,30 / 100,00  | 6,15  |
|                         | Coligação Democrática Unitária    | 935    | 10,42 / 100,00  | 4,01  |
|                         | Partido Renovador Democrático     | 761    | 8,48 / 100,00   | 22,80 |
|                         | Centro Democrático e Social       | 305    | 3,40 / 100,00   | 1,30  |
|                         | Partido Socialista Revolucionário | 94     | 1,05 / 100,00   | 0,05  |
|                         | Outros                            | 402    | 4,48 / 100,00   |       |
| Votos Inválidos         | Votos Inválidos                   | 264    | 2,94 / 100,00   | 1,12  |
| Total                   | Total                             | 8 977  | 100,00 / 100,00 |       |
| Eleitorado/Participação | Eleitorado/Participação           | 12 144 | 73,92 / 100,00  | 3,84  |

### Lagos
| Partido                 | Partido                         | Votos  | %               | +/-   |
| ----------------------- | ------------------------------- | ------ | --------------- | ----- |
|                         | Partido Social Democrata        | 4 805  | 39,92 / 100,00  | 19,86 |
|                         | Partido Socialista              | 3 053  | 25,36 / 100,00  | 3,94  |
|                         | Coligação Democrática Unitária  | 1 540  | 12,79 / 100,00  | 4,59  |
|                         | Partido Renovador Democrático   | 1 211  | 10,06 / 100,00  | 17,93 |
|                         | Centro Democrático e Social     | 400    | 3,32 / 100,00   | 1,80  |
|                         | União Democrática Popular       | 178    | 1,48 / 100,00   | 0,86  |
|                         | Movimento Democrático Português | 126    | 1,05 / 100,00   | -     |
|                         | Outros                          | 386    | 3,20 / 100,00   |       |
| Votos Inválidos         | Votos Inválidos                 | 339    | 2,82 / 100,00   | 0,13  |
| Total                   | Total                           | 12 038 | 100,00 / 100,00 |       |
| Eleitorado/Participação | Eleitorado/Participação         | 16 988 | 70,86 / 100,00  | 7,35  |

### Loulé
| Partido                 | Partido                         | Votos  | %               | +/-   |
| ----------------------- | ------------------------------- | ------ | --------------- | ----- |
|                         | Partido Social Democrata        | 14 821 | 56,57 / 100,00  | 14,33 |
|                         | Partido Socialista              | 5 967  | 22,77 / 100,00  | 1,85  |
|                         | Coligação Democrática Unitária  | 1 529  | 5,84 / 100,00   | 3,29  |
|                         | Partido Renovador Democrático   | 1 256  | 4,79 / 100,00   | 10,61 |
|                         | Centro Democrático e Social     | 761    | 2,90 / 100,00   | 2,47  |
|                         | Movimento Democrático Português | 294    | 1,12 / 100,00   | -     |
|                         | Outros                          | 837    | 3,20 / 100,00   |       |
| Votos Inválidos         | Votos Inválidos                 | 736    | 2,81 / 100,00   | 0,65  |
| Total                   | Total                           | 26 201 | 100,00 / 100,00 |       |
| Eleitorado/Participação | Eleitorado/Participação         | 36 835 | 71,13 / 100,00  | 2,29  |

### Monchique
| Partido                 | Partido                          | Votos | %               | +/-   |
| ----------------------- | -------------------------------- | ----- | --------------- | ----- |
|                         | Partido Social Democrata         | 2 913 | 49,31 / 100,00  | 13,53 |
|                         | Partido Socialista               | 1 646 | 27,86 / 100,00  | 4,07  |
|                         | Coligação Democrática Unitária   | 412   | 6,97 / 100,00   | 3,42  |
|                         | Partido Renovador Democrático    | 329   | 5,57 / 100,00   | 11,12 |
|                         | Centro Democrático e Social      | 118   | 2,00 / 100,00   | 3,74  |
|                         | Partido Comunista (Reconstruído) | 64    | 1,08 / 100,00   | 0,74  |
|                         | Outros                           | 235   | 3,98 / 100,00   |       |
| Votos Inválidos         | Votos Inválidos                  | 191   | 3,23 / 100,00   | 0,51  |
| Total                   | Total                            | 5 908 | 100,00 / 100,00 |       |
| Eleitorado/Participação | Eleitorado/Participação          | 8 013 | 73,73 / 100,00  | 1,49  |

### Olhão
| Partido                 | Partido                         | Votos  | %               | +/-   |
| ----------------------- | ------------------------------- | ------ | --------------- | ----- |
|                         | Partido Social Democrata        | 8 896  | 46,56 / 100,00  | 23,07 |
|                         | Partido Socialista              | 5 161  | 27,01 / 100,00  | 0,30  |
|                         | Coligação Democrática Unitária  | 2 072  | 10,84 / 100,00  | 3,85  |
|                         | Partido Renovador Democrático   | 809    | 4,23 / 100,00   | 15,40 |
|                         | Centro Democrático e Social     | 745    | 3,90 / 100,00   | 3,72  |
|                         | Movimento Democrático Português | 202    | 1,06 / 100,00   | -     |
|                         | Outros                          | 698    | 3,66 / 100,00   |       |
| Votos Inválidos         | Votos Inválidos                 | 525    | 2,75 / 100,00   | 0,47  |
| Total                   | Total                           | 19 108 | 100,00 / 100,00 |       |
| Eleitorado/Participação | Eleitorado/Participação         | 27 878 | 68,54 / 100,00  | 5,40  |

### Portimão
| Partido                 | Partido                        | Votos  | %               | +/-   |
| ----------------------- | ------------------------------ | ------ | --------------- | ----- |
|                         | Partido Social Democrata       | 10 315 | 46,19 / 100,00  | 19,77 |
|                         | Partido Socialista             | 5 409  | 24,22 / 100,00  | 5,80  |
|                         | Coligação Democrática Unitária | 2 248  | 10,07 / 100,00  | 5,46  |
|                         | Partido Renovador Democrático  | 1 914  | 8,57 / 100,00   | 18,80 |
|                         | Centro Democrático e Social    | 734    | 3,29 / 100,00   | 2,08  |
|                         | União Democrática Popular      | 259    | 1,16 / 100,00   | 0,55  |
|                         | Outros                         | 913    | 4,08 / 100,00   |       |
| Votos Inválidos         | Votos Inválidos                | 539    | 2,41 / 100,00   | 0,37  |
| Total                   | Total                          | 22 331 | 100,00 / 100,00 |       |
| Eleitorado/Participação | Eleitorado/Participação        | 30 444 | 73,35 / 100,00  | 4,96  |

### São Brás de Alportel
| Partido                 | Partido                         | Votos | %               | +/-   |
| ----------------------- | ------------------------------- | ----- | --------------- | ----- |
|                         | Partido Social Democrata        | 2 244 | 49,37 / 100,00  | 14,02 |
|                         | Partido Socialista              | 1 256 | 27,63 / 100,00  | 1,99  |
|                         | Coligação Democrática Unitária  | 399   | 8,78 / 100,00   | 4,07  |
|                         | Partido Renovador Democrático   | 200   | 4,40 / 100,00   | 9,31  |
|                         | Centro Democrático e Social     | 82    | 1,80 / 100,00   | 3,60  |
|                         | Movimento Democrático Português | 53    | 1,17 / 100,00   | -     |
|                         | Outros                          | 155   | 3,41 / 100,00   |       |
| Votos Inválidos         | Votos Inválidos                 | 156   | 3,44 / 100,00   | 0,04  |
| Total                   | Total                           | 4 545 | 100,00 / 100,00 |       |
| Eleitorado/Participação | Eleitorado/Participação         | 6 455 | 70,41 / 100,00  | 2,37  |

### Silves
| Partido                 | Partido                           | Votos  | %               | +/-   |
| ----------------------- | --------------------------------- | ------ | --------------- | ----- |
|                         | Partido Social Democrata          | 7 705  | 41,93 / 100,00  | 15,99 |
|                         | Partido Socialista                | 4 273  | 23,25 / 100,00  | 3,09  |
|                         | Coligação Democrática Unitária    | 3 014  | 16,40 / 100,00  | 4,44  |
|                         | Partido Renovador Democrático     | 1 136  | 6,18 / 100,00   | 13,91 |
|                         | Centro Democrático e Social       | 546    | 2,97 / 100,00   | 1,60  |
|                         | Partido Socialista Revolucionário | 186    | 1,01 / 100,00   | 0,19  |
|                         | Movimento Democrático Português   | 185    | 1,01 / 100,00   | -     |
|                         | Outros                            | 716    | 3,89 / 100,00   |       |
| Votos Inválidos         | Votos Inválidos                   | 614    | 3,34 / 100,00   | 0,55  |
| Total                   | Total                             | 18 375 | 100,00 / 100,00 |       |
| Eleitorado/Participação | Eleitorado/Participação           | 25 914 | 70,91 / 100,00  | 4,55  |

### Tavira
| Partido                 | Partido                         | Votos  | %               | +/-   |
| ----------------------- | ------------------------------- | ------ | --------------- | ----- |
|                         | Partido Social Democrata        | 6 273  | 47,47 / 100,00  | 20,69 |
|                         | Partido Socialista              | 3 828  | 28,97 / 100,00  | 0,52  |
|                         | Coligação Democrática Unitária  | 827    | 6,26 / 100,00   | 4,35  |
|                         | Partido Renovador Democrático   | 589    | 4,46 / 100,00   | 11,79 |
|                         | Centro Democrático e Social     | 522    | 3,95 / 100,00   | 4,52  |
|                         | Movimento Democrático Português | 162    | 1,23 / 100,00   | -     |
|                         | Outros                          | 561    | 4,24 / 100,00   |       |
| Votos Inválidos         | Votos Inválidos                 | 453    | 3,42 / 100,00   | 0,72  |
| Total                   | Total                           | 13 215 | 100,00 / 100,00 |       |
| Eleitorado/Participação | Eleitorado/Participação         | 19 889 | 66,44 / 100,00  | 3,19  |

### Vila do Bispo
| Partido                 | Partido                           | Votos | %               | +/-   |
| ----------------------- | --------------------------------- | ----- | --------------- | ----- |
|                         | Partido Social Democrata          | 1 100 | 36,20 / 100,00  | 19,06 |
|                         | Partido Socialista                | 828   | 27,25 / 100,00  | 2,80  |
|                         | Coligação Democrática Unitária    | 436   | 14,35 / 100,00  | 5,78  |
|                         | Partido Renovador Democrático     | 249   | 8,19 / 100,00   | 16,29 |
|                         | Centro Democrático e Social       | 88    | 2,90 / 100,00   | 0,39  |
|                         | União Democrática Popular         | 64    | 2,11 / 100,00   | 0,67  |
|                         | Partido Socialista Revolucionário | 40    | 1,32 / 100,00   | 0,11  |
|                         | Partido Comunista (Reconstruído)  | 33    | 1,09 / 100,00   | 0,52  |
|                         | PCTP/MRPP                         | 32    | 1,05 / 100,00   | 0,54  |
|                         | Outros                            | 68    | 2,24 / 100,00   |       |
| Votos Inválidos         | Votos Inválidos                   | 101   | 3,32 / 100,00   | 1,09  |
| Total                   | Total                             | 3 039 | 100,00 / 100,00 |       |
| Eleitorado/Participação | Eleitorado/Participação           | 4 431 | 68,58 / 100,00  | 4,53  |

### Vila Real de Santo António
| Partido                 | Partido                         | Votos  | %               | +/-   |
| ----------------------- | ------------------------------- | ------ | --------------- | ----- |
|                         | Partido Social Democrata        | 3 548  | 37,81 / 100,00  | 17,41 |
|                         | Partido Socialista              | 2 288  | 24,38 / 100,00  | 1,30  |
|                         | Coligação Democrática Unitária  | 2 166  | 23,08 / 100,00  | 7,54  |
|                         | Partido Renovador Democrático   | 495    | 5,28 / 100,00   | 9,32  |
|                         | Movimento Democrático Português | 168    | 1,79 / 100,00   | -     |
|                         | Centro Democrático e Social     | 167    | 1,78 / 100,00   | 2,24  |
|                         | Outros                          | 333    | 3,55 / 100,00   |       |
| Votos Inválidos         | Votos Inválidos                 | 218    | 2,32 / 100,00   | 0,76  |
| Total                   | Total                           | 9 383  | 100,00 / 100,00 |       |
| Eleitorado/Participação | Eleitorado/Participação         | 13 388 | 70,09 / 100,00  | 5,64  |